# Weinzierl (Familienname)
Weinzierl ist ein deutschsprachiger Familienname.

## Namensträger
- Alfons Weinzierl (1932–2005), deutscher Ingenieur und Politiker (CSU), MdL Bayern
- Alfred Weinzierl (* 1959), deutscher Journalist
- Alois Weinzierl (1879–1959), deutscher Bäckermeister und Politiker (BVP, CSU), MdL Bayern und Landrat
- Barbara Weinzierl (* 1959), österreichische Kabarettistin und Schauspielerin
- Cölestin Weinzierl (1774–1847), deutscher Dompropst und MdL Bayern
- Elisabeth Weinzierl, deutsche Flötistin
- Erika Weinzierl (1925–2014), österreichische Historikerin
- Franz Weinzierl (Widerstandskämpfer) (1912–1943), österreichischer Widerstandskämpfer
- Franz Joseph Weinzierl (Prediger) (1777–1829), deutscher Geistlicher
- Franz Joseph Weinzierl (Biologe) (1888–1967), deutscher Biologe
- Georg Weinzierl (1896–1969), deutscher Politiker (BVP, CSU), MdL Bayern
- Helene Weinzierl (* 1963), österreichische Choreografin
- Hubert Weinzierl (1935–2025), deutscher Umweltschützer
- Johanna Constanzia Weinzierl (1807–1840), deutsche Opernsängerin (Sopran)
- Joseph Weinzierl (1807–1886), Mitglied der kurhessischen Ständeversammlung
- Karl Weinzierl (1902–1974), deutscher Priester und Kirchenrechtler
- Kurt Weinzierl (1931–2008), österreichischer Schauspieler
- Lorenz Weinzierl senior (1764–1831), deutscher Bierbrauer und Politiker
- Lorenz Weinzierl junior (1813–1880), deutscher Gastwirt und Politiker
- Markus Weinzierl (* 1974), deutscher Fußballspieler und -trainer
- Max von Weinzierl (1841–1898), österreichischer Komponist, Theaterkapellmeister und Chordirigent
- Maximilian Weinzierl (* 1997), österreichischer Politiker (FPÖ)
- Michael Weinzierl (1950–2002), österreichischer Historiker
- Monika Brunner-Weinzierl (* 1966), deutsche Immunologin und Kinderärztin
- Moriz Weinzierl (1884–1955), österreichischer Jurist und Ministerialbeamter
- Nathalie Weinzierl (* 1994), deutsche Eiskunstläuferin
- Paul Weinzierl (1897–1979), deutscher Unternehmer und Politiker (CSU), MdB
- Peter Weinzierl (1923–1996), österreichischer Experimentalphysiker
- Ulrich Weinzierl (1954–2023), österreichischer Journalist
- Raphael von Weinzierl (1782–1864), deutscher Verwaltungsbeamter
- Simon Weinzierl (1785–1849), deutscher Bierbrauer und Landtagsabgeordneter
- Stefan Weinzierl (Akustiker) (* 1967), deutscher Akustiker und Musikwissenschaftler
- Stefan Weinzierl (Musiker) (* 1985), deutscher Musiker und Musikpädagoge
- Stefan Weinzierl (Physiker), deutscher Physiker
- Theodor von Weinzierl (1853–1917), Botaniker
- Wolfgang Weinzierl (* 1945), deutscher Landschaftsarchitekt